# Katastrofa kolejowa pod Janikowem
Katastrofa kolejowa pod Janikowem – katastrofa kolejowa, która miała miejsce 18 lutego 1983 roku pod Janikowem. Pociąg pośpieszny relacji Wrocław Główny – Gdynia Główna Osobowa najechał przed stacją Janikowo na stojące na położonym na nasypie torze szlakowym wagony towarowe – pozostawione tam przez rozerwany w momencie ruszania spod semafora wjazdowego pociąg towarowy. Lokomotywa po najechaniu na wagony została wyrzucona z torów i wpadła do Jeziora Pakoskiego, a wagony wykoleiły się, pozostając na nasypie. W wypadku zginęły 3 osoby, a 19 zostało rannych.

## Miejsce katastrofy
Do katastrofy doszło w pobliżu Janikowa na nasypie rozdzielającym Jezioro Pakoskie na północne i południowe, na linii kolejowej nr 353 Poznań Wsch. – Skandawa, w odstępie między stacjami Kołodziejewo – Janikowo, kilkaset metrów od mostu (o wysokości 19 metrów), pod którym płynie kanał łączący dwie części Jeziora Pakoskiego.

## Przebieg wypadku
W wypadku udział wziął pociąg towarowy o nieustalonej relacji i pociąg pospieszny nr 6513 relacji Wrocław Główny – Gdynia Główna Osobowa, prowadzony lokomotywą EU07-219 z lokomotywowni Gdynia Grabówek. Około godziny 4:30 spod semafora wjazdowego do stacji Janikowo ruszył pociąg towarowy, gdzie doszło do rozerwania składu, w wyniku czego kilka ostatnich wagonów zjechało kilkaset metrów w dół, przejeżdżając przez most kolejowy i zatrzymując się na nasypie. Zgodnie z przepisami na ostatnim wagonie powinny być sygnały końca pociągu. W związku z tym, że ostatni wagon się odczepił, tarczek sygnału końca pociągu nie było. Jednak z powodu ciemności dyżurni ruchu nastawni w Janikowie tego nie zauważyli i uznali szlak za wolny. Pociąg towarowy kontynuował jazdę bez ostatnich wagonów. W tym samym czasie ze stacji Kołodziejewo wyjeżdżał pociąg pospieszny nr 6513 z Wrocławia do Gdyni. Nikt nie wiedział o pozostawionych wagonach na szlaku i dyżurny ruchu w Kołodziejewie wyświetlił na semaforze sygnał S2 (jazda z najwyższą dozwoloną szybkością za tym i następnym semaforem). Kiedy pociąg pośpieszny dojeżdżał do Janikowa, na nasypie doszło do wypadku. Maszynista pociągu pośpiesznego zobaczył wagony na szlaku i wdrożył hamowanie nagłe (awaryjne). Nie udało się już zatrzymać rozpędzonego składu i o 4:45 doszło do zderzenia. Lokomotywa po najechaniu na wagony towarowe oderwała się od składu i wpadła do Jeziora Pakoskiego. Wagony wykoleiły się, ale pozostały na nasypie.

## Akcja ratunkowa
Pierwsi na miejscu zdarzenia byli kolejarze z Janikowa na czele z zawiadowcą stacji, Arkadiuszem Węsierskim. Zaczęli oni wyciągać poszkodowanych z rozbitych wagonów i pomagali lżej rannym. W tym samym czasie na miejsce skierowano prawie wszystkie zastępy Straży Pożarnej i zespoły Pogotowia Ratunkowego z Janikowa, Strzelna, Mogilna i Inowrocławia. Przybyła też Kolejowa Straż Pożarna z Inowrocławia. 
W akcji ratunkowej brał również udział ciężki sprzęt z pobliskiej „Janikosody”, zakładowa karetka i pracownicy. Lżej ranni zostali opatrzeni w Janikowie, ciężej – przetransportowani do Strzelna, Mogilna i Inowrocławia. Przed godziną 6:00 ze stacji w Janikowie podjechał wagon z lokomotywą, który przewiózł do miasta pasażerów, którzy nie odnieśli obrażeń. 
Tego samego dnia na miejsce przybył pociąg ratunkowy Kolejowego Ratownictwa Technicznego. W skład pociągu wchodził wóz strażacki i pojazd WZT-2, którego użyto do uprzątnięcia terenu. Lokomotywa została na miejscu zezłomowana i skreślona z listy ewidencji PKP.